# Бред Пит
Вилијам Бредли Пит (енгл. William Bradley Pitt; Шани, 18. децембар 1963) амерички је глумац и филмски продуцент. Добитник је бројних признања, међу којима су два Оскара, две награде БАФТА, два Златна глобуса и Еми за програм у ударном термину. Више часописа га је сврстало међу најутицајније познате личности и најплаћеније глумце. Сматра се секс-симболом.

## Детињство и младост
Пит је рођен у Шанију, држава Оклахома, САД, у баптистичкој породици Вилијама А. Пита и Џејн Ете Хилхаус. Породица Питових је енглеског и ирског порекла. Он и двојица браће, Даг и Џули Нил одрасли су у Спрингфилду, y Мисуриjy, где се породица преселила убрзо после његовог рођења. Питови родитељи и браћа и даље живе у Спрингфилду.
У средњој школи Пит се бавио спортом, учествовао у дебатама и школским музичким догађајима. Похађао школу новинарства на Универзитету Мисурија и мало је недостајало да дипломира 1986. године када је напустио школу да окуша срећу у Холивуду.

## Глумачки почеци
У почетку се Пит појављивао у епизодним улогама у телевизијским серијама и филмовима. Прву главну улогу добио је 1988. године у филму Тамна страна Сунца где је играо младог Американца одведеног од стране породице на Јадран да пронађе лек за очајно стање коже. Филм је снимљен у Југославији у лето 1988. и Пит је био плаћен 1.523 долара недељно за седам недеља. Ипак, са монтажом при крају, рат је прекинуо завршетак филма и велики део филма је изгубљен. Филм је објављен тек 1997. године.

## Награде
- 1995. освојио је Златни глобус као најбољи споредни глумац за филм Дванаест мајмуна.
- Године 1995. номинован је за награду Оскар за споредну улогу у филму Дванаест мајмуна.[9]
- 2008. године номинован је за награду Оскар за најбољег главног глумца за филм Необични случај Бенџамина Батона.[10]
- 2012. године номинован је за награду Оскар за најбољег главног глумца за филм Moneyball.[11]
- 2014. године освојио је награду Оскар за најбољи филм као један од продуцената филма Дванаест година ропства.[12]
- 2020. године освојио је награду Оскар за најбољег споредног глумца у филму  Било једном у Холивуду.[13]

## Филмографија
| Улоге Бреда Пита |                                                         |                              |                                        |               |
| Година           | Српски назив                                            | Изворни назив                | Улога                                  | Напомена      |
| 1987.            |                                                         |                              | конобар                                |               |
| 1987.            |                                                         |                              |                                        |               |
| 1989.            | Бежање са часова                                        |                              | Двајт Ингалс                           |               |
| 1990.            |                                                         |                              | Били Кантон                            |               |
| 1991.            |                                                         |                              | Џо Малони                              |               |
| 1991.            | Телма и Луиз                                            |                              | Џ. Д.                                  |               |
| 1991.            |                                                         |                              | Johnny Suede                           |               |
| 1992.            | Контакт                                                 |                              | Кокс                                   |               |
| 1992.            |                                                         |                              | детектив Френк Херис                   |               |
| 1992.            | Река успомена                                           |                              | Пол Маклин                             |               |
| 1993.            | Калифорнија                                             |                              | Ерли Грајс                             |               |
| 1993.            | Права романса                                           |                              | Флојд                                  |               |
| 1994.            |                                                         |                              | Елиот Фаулер                           |               |
| 1994.            | Интервју са вампиром                                    |                              | Луј де Поан ди Лак                     |               |
| 1994.            | Легенда о јесени                                        |                              | Тристан Ладлоу                         |               |
| 1995.            | Седам                                                   |                              | Дејвид Милс                            |               |
| 1995.            | Дванаест мајмуна                                        |                              | Џефри Гоинс                            |               |
| 1996.            | Спавачи                                                 |                              | Мајкл Саливан                          |               |
| 1997.            | Анђео са два лика                                       |                              | Рори Девани/Франсис „Френки“ Мекгвајер |               |
| 1997.            | Седам година на Тибету                                  |                              | Хајних Харер                           |               |
| 1997.            | Тамна страна Сунца                                      |                              | Рик                                    | Снимљен 1988. |
| 1998.            | Упознајте Џо Блека                                      |                              | Џо Блек/човек у кафићу                 |               |
| 1999.            | Бити Џон Малкович                                       |                              | појављивање                            |               |
| 1999.            | Борилачки клуб                                          |                              | Тајлер Дарден                          |               |
| 2000.            | Снеч                                                    |                              | Мики О’Нил                             |               |
| 2001.            | Мексиканац                                              |                              | Џери Велбач                            |               |
| 2001.            | Шпијунска игра                                          |                              | Том Бишоп                              |               |
| 2001.            | Играј своју игру                                        |                              | Расти Рајан                            |               |
| 2002.            |                                                         |                              | Бред Пит                               |               |
| 2002.            |                                                         |                              | Џек                                    |               |
| 2002.            | Исповести опасног ума                                   |                              | Бред, момак #1                         |               |
| 2003.            |                                                         |                              | Синбад                                 |               |
| 2003.            |                                                         |                              | себе                                   |               |
| 2004.            | Троја                                                   |                              | Ахил                                   |               |
| 2004.            | Играј своју игру 2                                      |                              | Расти Рајан                            |               |
| 2005.            |                                                         | Special Thanks to Roy London |                                        |               |
| 2005.            | Господин и госпођа Смит                                 |                              | Џон Смит                               |               |
| 2006.            | Вавилон                                                 |                              | Ричард                                 |               |
| 2006.            |                                                         | Robert Wilson Video Portrait |                                        |               |
| 2007.            | Кукавичко убиство Џесија Џејмса од стране Роберта Форда |                              | Џеси Џејмс                             |               |
| 2007.            | Огромно срце                                            |                              |                                        |               |
| 2007.            | Играј своју игру 3                                      |                              | Расти Рајан                            |               |
| 2008.            | Спалити након читања                                    |                              | Чед Фелдхајмер                         |               |
| 2008.            | Необични случај Бенџамина Батона                        |                              | Бенџамин Батон                         |               |
| 2009.            | Проклетници                                             |                              | Поручник Алдо Рејн                     |               |
| 2011.            | Дрво живота                                             |                              | господин О’Брајен                      |               |
| 2011.            | Формула успеха                                          |                              | Били Бин                               |               |
| 2012.            | Убиј их нежно                                           |                              | Џеки                                   |               |
| 2013.            | Светски рат З                                           |                              | Гери Лејн                              |               |
| 2013.            | Дванаест година ропства                                 |                              | Бас                                    |               |
| 2013.            | Саветник                                                |                              | Вестреј                                |               |
| 2014.            | Бес                                                     |                              | Дон Кулиер                             |               |
| 2015.            | Опклада века                                            |                              | Бен Рикерт                             |               |
| 2016.            | Савезници                                               |                              | Макс Вејтан                            |               |
| 2018.            | Дедпул 2                                                |                              | Ванишер                                | камео         |
| 2019.            | Било једном у Холивуду                                  |                              | Клиф Бут                               |               |
| 2019.            | До звезда                                               |                              | Рој Мекбриџ                            |               |
| 2022.            | Изгубљени град                                          |                              | Џек Трејнер                            |               |
| 2022.            | Брзина метка                                            |                              | Бубамара                               |               |
| 2022.            | Вавилон                                                 |                              | Џек Конрад                             |               |
| 2025.            | Ф1                                                      |                              | Сани Хејз                              |               |
| 2026.            | The Adventures of Cliff Booth                           |                              | Клиф Бут                               |               |